# George H. Vineyard
George Hoagland Vineyard (* 28. April 1920 in Saint Joseph (Missouri); † 21. Februar 1987 in Stony Brook) war ein US-amerikanischer theoretischer Festkörperphysiker, Professor für Physik an der University of Missouri in Columbia und später Direktor des Brookhaven National Laboratory (kurz BNL) auf Long Island im US-Bundesstaat New York.

## Leben
Vineyard studierte Physik am Massachusetts Institute of Technology und schloss sein Studium dort im Jahr 1941 mit einem Bachelor of Sciences ab, 1943 wurde er dort bei John C. Slater mit einer Arbeit zur Raumladung im Hohlraum-Magnetron promoviert. Bis 1945 arbeitete er zunächst als Wissenschaftler des dortigen MIT Radiation Laboratory weiter, im Jahr 1946 erhielt er an der University of Missouri eine Anstellung als Assistant Professor. Ab 1948 war er dort als Associate Professor tätig, von 1952 bis 1954 schließlich als Full Professor. Dann wechselte er an das Brookhaven National Laboratory, wo er zunächst sieben Jahre lang als Physicist bzw. Senior Physicist tätig war, dann zum Chairman des dortigen Department of Physics ernannt wurde. 1966 wurde er zum Associate Director und ein Jahr später zum Deputy Director befördert.
Anfang des Jahres 1973 wurde er als Nachfolger von Maurice Goldhaber Direktor des BNL. Diese Stelle bekleidete er bis 1981, blieb aber bis zu seinem Tod sechs Jahre später als Senior Scientist am BNL. Ein Jahr zuvor wurde Vineyard zum Vizepräsidenten der American Physical Society gewählt und sollte im Januar 1988 deren Direktor werden.
Ab 1978 war er Mitglied der American Academy of Arts and Sciences.

## Forschung
Vineyard lieferte wichtige Beiträge zu mehreren Gebieten der theoretischen Festkörperphysik. Zu seinen bekanntesten Werken zählen Arbeiten zur Diffusion von Defekten in Festkörpern unter Berücksichtigung von Vielteilchen-Wechselwirkungen sowie zur Dynamik von Strahlenschäden aufgrund der Erzeugung und Diffusion von Defekten. Zur quantitativen Beschreibung dieser Prozesse setzte er erstmals Computer-Simulationen ein. Ferner beschäftigte Vineyard sich mit der Theorie der Neutronen- und Röntgenstreuung an Flüssigkeiten und an Festkörper-Oberflächen, und er kombinierte analytische und numerische Rechnungen zur Beschreibung der Spindynamik in Ferromagneten und der Dynamik struktureller Phasenübergänge zwischen geordneten und ungeordneten Gitterstrukturen in Festkörpern.